# Thambetolepis delicata
Thambetolepis es un género extinto de moluscos marinos, al parecer monotípico, con única especie conocida Thambetolepis delicata que vivió en lo que hoy es Australia entre finales del Cámbrico. Thambetolepis delicata fue encontrada en los estratos del Tommotiano o después de la edad del Tommotiano cerca de Ardrossan, Australia del Sur. Solo se han descubierto escleritos y estos, así como los de Sachites y Halkieria, son de animales de múltiples escleritos similares a Wiwaxia junto con las que constituyen la nueva clase Thambetolepidea. Las afinidades biológicas de estos fósiles se discuten por si eran Anélidos o Moluscos, a causa de la compleja estructura de los escleritos. Se discute las posibles asignaciones a los gasterópodos opistobranquios, los polyplacophorans, o los anélidos, pero la posición taxonómica de Tambetolepidos.
Fue incluido en  Halwaxiida por Sepkoskiego (2002) y por Conway Morris y Caron (2007).